# The Sandman (seriál)
The Sandman je americký fantastický televizní seriál, adaptace komiksové série Neila Gaimana Sandman od vydavatelství Vertigo ze skupiny DC Comics. Zveřejněn byl 5. srpna 2022 na streamovací službě Netflix, objednávka jedenácti dílů byla oznámena 30. června 2019.

## Příběh
Morpheus, pán snů, je v roce 1916 uvězněn v okultním rituálu. Po 105 letech dokáže v roce 2021 uniknout a vyrazí nastolit ve svém království pořádek.

## Obsazení
- Tom Sturridge jako Morpheus / Sen
- Gwendoline Christie jako Lucifer
- Vivienne Acheampong jako Lucienne
- Boyd Holbrook jako Corinthian
- Charles Dance jako Roderick Burgess
- Asim Chaudhry jako Abel
- Sanjeev Bhaskar jako Cain